# Roger Machado Marques
Roger Machado Marques (Porto Alegre, Brasil, 25 d'abril del 1975) és un futbolista brasiler que va disputar un partit amb la selecció del Brasil.

## Estadístiques
| Selecció de Brasil | Selecció de Brasil | Selecció de Brasil |
| Anys               | Partits            | Gols               |
| ------------------ | ------------------ | ------------------ |
| 2001               | 1                  | 0                  |
| Total              | 1                  | 0                  |